# Soe (ort i Indonesien)
Soe är en ort i Indonesien.   Den ligger i provinsen Nusa Tenggara Timur, i den sydöstra delen av landet, 2 000 km öster om huvudstaden Jakarta. Soe ligger 852 meter över havet och antalet invånare är 27 717.
Terrängen runt Soe är huvudsakligen lite kuperad. Soe ligger uppe på en höjd.Runt Soe är det ganska tätbefolkat, med 120 invånare per kvadratkilometer. Det finns inga andra samhällen i närheten. Omgivningarna runt Soe är huvudsakligen savann.